# Ypsolopha satellitella
Ypsolopha satellitella là một loài bướm đêm thuộc họ Ypsolophidae. Nó được tìm thấy ở Turkmenistan và Kyrghyzstan.
Sải cánh dài 23–25 mm.